# Abū l-Walīd ibn Ruschd
Abū l-Walīd Muḥammad ibn Aḥmad Ibn Ruschd (arabisch أبو الوليد محمد بن أحمد بن رشد, DMG Abū l-Walīd Muḥammad b. Aḥmad b. Rušd; geboren 1058 oder 1059; gestorben am 8. Dezember 1126) war ein malikitischer Gelehrter und Qādī in Córdoba zur Zeit der Almoraviden. Er war Großvater des gleichnamigen Philosophen Ibn Ruschd, der in Europa unter dem Namen Averroes bekannt geworden ist. Deshalb nannte man ihn in der Folgezeit „Ibn Ruschd, den Großvater“ (Ibn Rušd al-Ǧadd). Zusammen mit ʿAbd al-Malik ibn Habīb, al-Bādschī, Ibn al-ʿArabī al-Maʿāfirī und seinem Enkel Ibn Ruschd wurde er von asch-Schaqundī (gestorben 1231 oder 1232) zu den fünf bedeutendsten Rechtsgelehrten von al-Andalus gezählt.

## Leben
Ibn Ruschd lebte in einer Zeit großer äußerer Bedrohungen. Während seiner Jugendzeit weitete Alfons VI. von Léon-Kastilien seinen Herrschaftsbereich weit über den Duero-Fluss nach Süden aus und eroberte 1085 Toledo. Von 1117 bis 1121, in einer Zeit, als zu den äußeren Bedrohungen auch innere Unruhen kamen, amtierte Ibn Ruschd als Qādī und Leiter des Gebets von Córdoba.
In einem Fatwa, das er Tamīm, dem Bruder des almoravidischen Herrschers ʿAlī ibn Yūsuf ibn Tāschufīn erteilte, der von 1107 bis 1126 als sein Statthalter in al-Andalus fungierte, urteilte Ibn Ruschd, dass aufgrund der ständigen Überfälle von christlicher Seite auf islamisches Gebiet eine Schutzpflicht gegenüber christlichen Händlern, die sich auf islamischem Gebiet aufhalten, nicht mehr bestände. Nach dem großen Feldzug des christlichen Herrschers Alfons I. nach Andalusien im Jahre 1125 sprach er am 30. März 1126 in Marrakesch bei ʿAlī ibn Yūsuf ibn Tāschufīn vor, um ihn vor der seiner Ansicht nach weiter bestehenden Gefahr zu warnen. Ibn Ruschd wird auch mit der Entscheidung des almoravidischen Herrschers von 1126 in Zusammenhang gebracht, einige von den christlichen Bewohnern von Córdoba, Sevilla und Granada zu deportieren. Einer seiner bedeutendsten Schüler war al-Qādī ʿIyād.

## Werke
Ibn ʿIdhārī zufolge schrieb Ibn Ruschd mehr als hundert Bücher. Hierzu gehören:
- Kitāb al-Muqaddimāt al-mumahhadāt li-bayān mā qtaḍat-hu rusūm al-Mudauwana min al-aḥkām aš-šarʿīya, systematische Darstellung des islamischen Rechts mit Erklärungen zu den Themen, die in der Mudauwana von Sahnūn ibn Saʿīd behandelt werden. Das Kapitel zum Dschihād, das Erklärungen zu Koranversen und Material aus früheren Rechtsbüchern über dieses Thema vereinigt und eine kohärente Definition davon gibt, was man zu seiner Zeit als legitime Kriegführung verstand, ist von Janina Safran ausgewertet worden.[6]
- der Kommentar al-Bayān wa-t-taḥṣīl[7] zur al-Masāʾil al-mustaḫraga min al-asmiʿa mimmā laisa fī l-Mudauwana des Andalusiers Muḥammad ibn Aḥmad ibn ʿAbd al-ʿAzīz al-ʿUtbī (gest. 868/869).[8] Bekannt war diese Sammlung von Rechtsfragen (asmiʿa), die in der Mudauwana von Sahnūn nicht enthalten sind, auch als al-ʿUtbīya.[9] Es ist das Verdienst von Ibn Ruschd, dass durch seinen umfassenden Kommentar das ursprüngliche Werk von al-ʿUtbī erhalten geblieben ist, denn gemäß Werkstruktur zitiert er zuerst den Originaltext von al-ʿUtbī im Wortlaut, um ihn dann mit seinem ausführlichen Kommentar der einzelnen Rechtsfragen zu erörtern. Über die Entstehung seines Werkes berichtet Ibn Ruschd in der Einleitung; beim Vorlesen aus der ʿUtbīya durch seine Schüler aus Silves und Jaén im Juni 1112 führte die Erörterung einer komplizierten Rechtsfrage auf Vorschlag seiner Schüler zur umfassenden Erläuterung aller von al-ʿUtbī gesammelten Rechtsfragen, um dadurch die angesprochenen juristischen Fragestellungen für die Schüler einfach darzustellen. Das Werk hat Ibn Ruschd im Mai 1123, nach Kapiteln und Rechtsthemen geordnet, abgeschlossen.[10]
- Kitāb al-Fatāwā, Sammlung von Rechtsgutachten. Es existieren zwei Editionen, eine dreibändige von al-Muḫtār Ibn-aṭ-Ṭāhir at-Talīlī (Beirut 1987)  und eine zweibändige weniger umfangreiche unter dem Titel Masāʾil Abī al-Walīd ibn Rušd von Muḥammad al-Ḥabīb at-Taǧkānī (Casablanca 1992). Es handelt sich um eine wichtige Quelle für die Geschichte des Stiftungswesens in al-Andalus. Von den 666 Gutachten in der Sammlung at-Talīlīs befassen sich allein 49 mit den Fragen frommer Stiftungen.[11]